# 9-氨基吖啶
9-氨基吖啶（英语：9-Aminoacridine）是一种吖啶类化合物。

## 合成
9-氨基吖啶可由N-苯基邻氨基苯甲酸与五氯化磷加热，再与碳酸铵在苯酚中加热制得。
另外，也可由吖啶与氨基钠反应制得。

## 性质
9-氨基吖啶是一种几乎不溶于水的黄色固体。其盐酸盐为黄色结晶、无臭、味苦的粉末，溶于水和乙醇，微溶于生理盐水，几乎不溶于乙醚和氯仿。其半水合物具有正交晶体结构，空间群为Fddd（空间群编号70）。

## 用途
9-氨基吖啶是一种高荧光氨基吖啶染料，可作为病毒和细菌的强效诱变剂。其盐酸盐可用作防腐剂。